# Bunkovîci, Starîi Sambir
Bunkovîci (în ucraineană Буньковичі) este un sat în comuna Velîka Sușîțea din raionul Starîi Sambir, regiunea Liov, Ucraina.

## Demografie
Componența lingvistică a localității Bunkovîci
     Ucraineană (98,76%)
     Alte limbi (0,89%)
Conform recensământului din 2001, majoritatea populației localității Bunkovîci era vorbitoare de ucraineană (98,76%), existând în minoritate și vorbitori de alte limbi.